# Finnisch-schwedische Beziehungen
 Die Finnisch-schwedischen Beziehungen sind das zwischenstaatliche Verhältnis zwischen der Republik Finnland und dem Königreich Schweden. Beide Länder sind eng durch die Geschichte verbunden, denn Finnland war vom Mittelalter bis 1809 Teil des schwedischen Reiches. In der Gegenwart arbeiten Finnland und Schweden politisch, wirtschaftlich und kulturell eng zusammen: Beide sind Mitglied im Nordischen Rat und traten 1995 der Europäischen Union bei und gaben 2022/23 ihre militärische Neutralität auf, um dem Verteidigungsbündnis NATO beizutreten.

## Geschichte

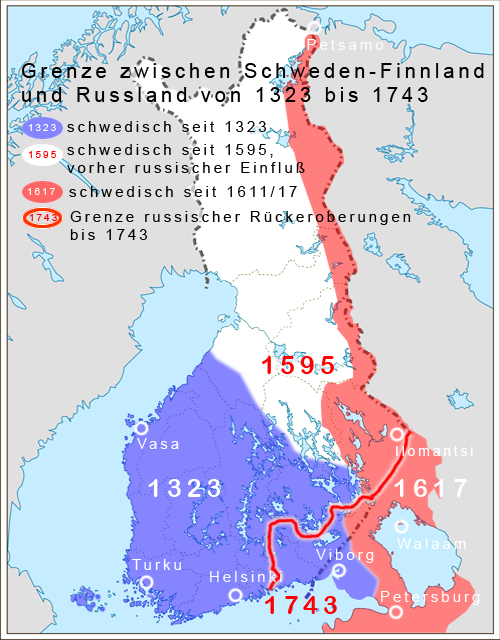
Schwedisch-russische Grenze zwischen 1323 und 1743

### Vorgeschichte
Bereits in vorchristlicher Zeit bestanden Kontakte zwischen den Bevölkerungen im heutigen Schweden und Finnland. Im 12. Jahrhundert geriet das noch nicht christianisierte Gebiet Finnlands in den Interessenbereich sowohl des westlichen Nachbarn Schweden (und der lateinischen Kirche) als auch Nowgorods im Osten (mit der orthodoxen Kirche). Der schwedische König Erik IX. unternahm den Überlieferungen zufolge 1154 und 1156/57 Kreuzzüge nach Finnland, um dort das Christentum zu etablieren. Er baute hier Klöster und Kirchen und begründete den schwedischen Einfluss im Siedlungsgebiet der Finnen. In den folgenden Jahrhunderten kam es zu fortwährenden Konflikten zwischen Schweden und der Republik Nowgorod um die Vorherrschaft in Finnland. Im Vertrag von Nöteborg 1323 teilten beide Mächte das Land erstmals vertraglich unter sich auf: West- und Südfinnland wurden dem schwedischen Reich angeschlossen, während Ostfinnland (Karelien) in Nowgorods Einflussbereich verblieb. In der Folgezeit wurde Westfinnland kulturell von Schweden geprägt und Karelien von der östlich-orthodoxen Welt.

### Schwedisches Finnland
Mit der Eingliederung West- und Südfinnlands ins schwedische Reich ab dem 13. Jahrhundert fassten die schwedische Verwaltungsstruktur, Rechtsordnung und Gesellschaftsmodelle in dem von finno-ugrischen Völkern besiedelten Finnland Fuß. Eine Feudalordnung existierte in Schweden und damit auch in Finnland nicht; die finnischen Bauern blieben persönlich frei und unterstanden direkt der Krone. Turku (schwedisch Åbo), im 13. Jahrhundert gegründet, entwickelte sich zum wichtigsten Zentrum Finnlands und Bischofssitz. Durch die Reformation im 16. Jahrhundert wurde Finnland protestantisch; der Bischof von Turku, Mikael Agricola, begründete eine finnische Schriftsprache, doch blieb die Oberschicht weiterhin überwiegend schwedischsprachig. Im 17. Jahrhundert (während der Großmachtzeit Schwedens) wurde die Verwaltung stark in Stockholm zentralisiert. Höhere Beamte in Finnland wurden oft aus Schweden entsandt, was die Stellung der schwedischen Sprache weiter festigte.  Schweden dehnte sein Herrschaftsgebiet im Osten bis in Teile Kareliens aus, stieß dabei jedoch zunehmend auf den Widerstand Russlands. Mit dem Großen Nordischen Krieg (1700–1721) endete die schwedische Dominanz im Ostseeraum, und Russland gewann erstmals Gebiete in Südostfinnland (u. a. die Region um Wyborg).  In den folgenden Jahrzehnten war Finnland wiederholt Kriegsschauplatz; im Frieden von Åbo 1743 fielen weitere Teile Kareliens an Russland.

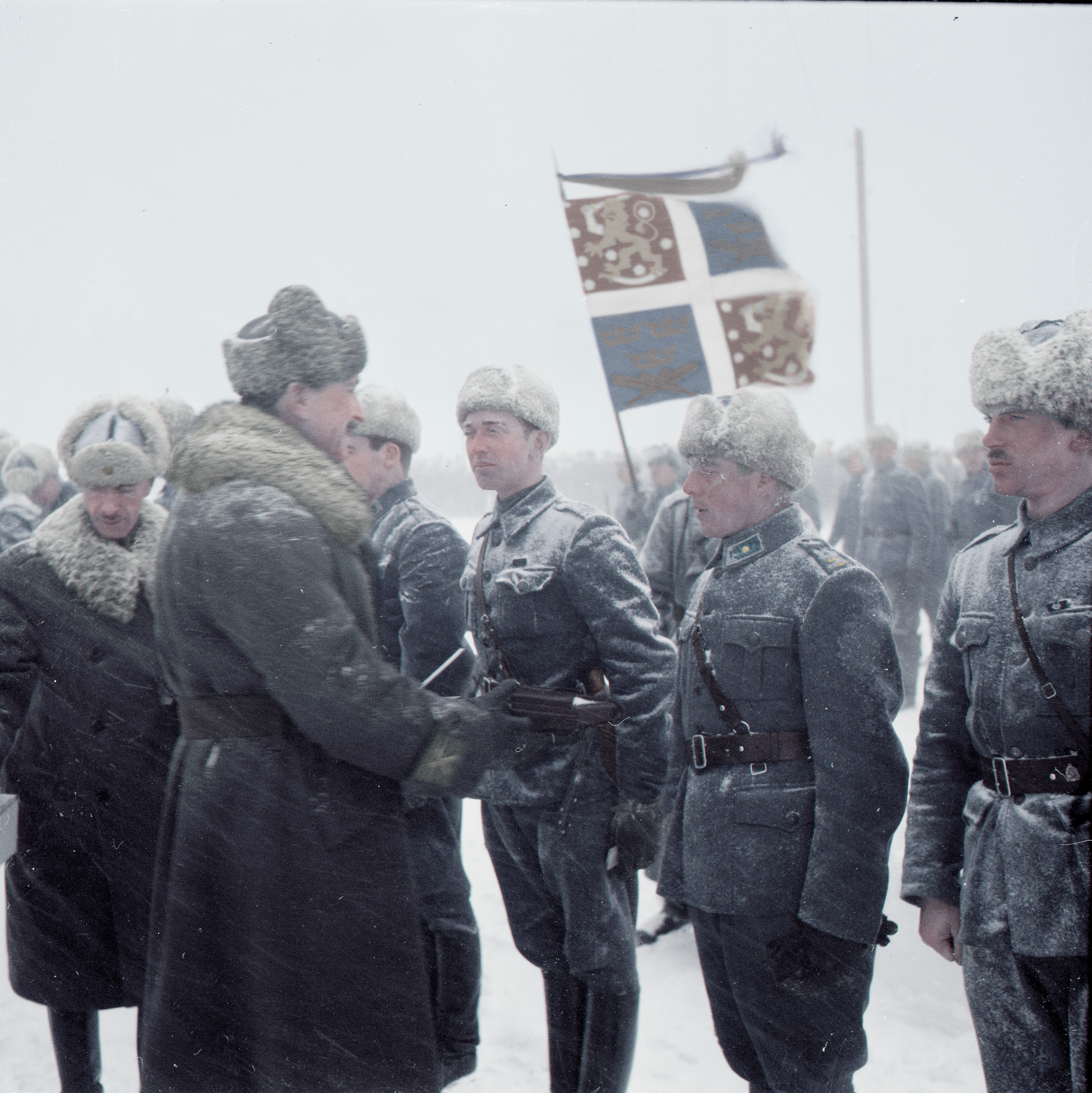
Feldmarschall Mannerheim begrüßt Mitglieder des schwedischen Freiwilligenbataillons während des Fortsetzungskriegs (1941)

Die endgültige Loslösung Finnlands von Schweden erfolgte infolge des Russisch-Schwedischen Krieges von 1808/09. Schweden unterlag der Übermacht des Zarenreichs, und im Frieden von Fredrikshamn 1809 musste es ganz Finnland (einschließlich der schwedisch besiedelten Åland-Inseln)  an Russland abtreten. Aus den finnischen Provinzen des schwedischen Reiches wurde das autonome Großfürstentum Finnland unter russischer Oberhoheit. Zar Alexander I. bestätigte die finnischen Grundgesetze und gewährte weitgehende Selbstverwaltung, was die Entstehung einer finnischen Nationalbewegung im 19. Jahrhundert begünstigt. Die politische Verbindung zwischen Finnland und Schweden war damit nach fast 700 Jahren beendet.

### Beziehungen nach 1809

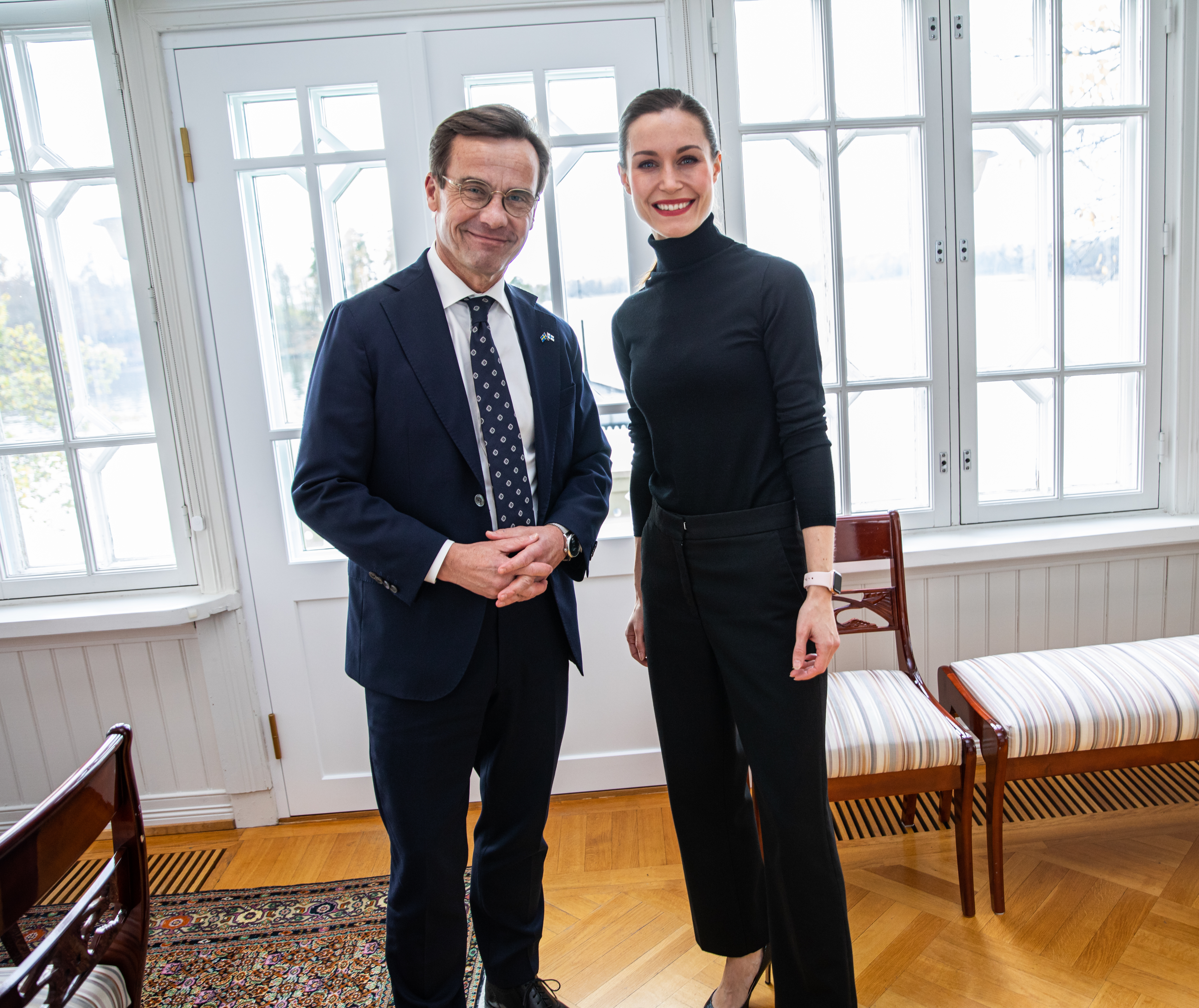
Ulf Kristersson mit Sanna Marin (2022)

Nach der Abtretung Finnlands an Russland 1809 gab es zunächst keine direkten diplomatischen Beziehungen zwischen Stockholm und Helsinki, da Finnland bis 1917 Teil des Russischen Reiches blieb. Kulturell und gesellschaftlich blieben die beiden Länder jedoch eng verbunden: Ein großer Teil der finnischen Oberschicht sprach weiterhin Schwedisch, und viele finnische Familien hatten Verbindungen nach Schweden. Während des finnischen Unabhängigkeitskampfes 1917/18 verhielt sich Schweden neutral, erkannte aber früh die Souveränität Finnlands an. Eine schwedische Brigade von 1000 Freiwilligen kämpfte im Bürgerkrieg auf Seite der Weißen Armee, die in Schweden die Unterstützung der Öffentlichkeit genoss, gegen die mit den Bolschewiki verbündeten finnischen Sozialisten. Ein erster Konflikt zwischen den beiden Staaten betraf die strategisch wichtigen, überwiegend schwedischsprachigen Åland-Inseln. Deren Bewohner strebten 1917 einen Anschluss an Schweden an, doch Finnland lehnte dies ab und bot Åland einen Autonomiestatus an. 1921 schaltete der Völkerbund sich ein und entschied, dass Åland bei Finnland verbleiben solle, jedoch mit garantierter weitreichender Selbstverwaltung sowie dem Schutz der schwedischen Sprache und Kultur auf den Inseln. Dieses Åland-Statut ist bis heute in Kraft.
In der Zwischenkriegszeit arbeiteten Finnland und Schweden eng zusammen, da Schweden eine mögliche Expansion der Sowjetunion als Bedrohung erachtete. Während des Zweiten Weltkriegs bekundete Schweden seine Neutralität und erklärte sich im Winterkrieg für nicht kriegführend, unterstützte jedoch Finnland in begrenztem Umfang. Dazu gehörten über 8.000 schwedische Freiwillige sowie Lieferungen von Waffen und Munition, um den sowjetischen Angriff während des Winterkriegs abzuwehren. Während des Fortsetzungskrieges gab das neutrale Schweden deutschen Truppen das Recht, sein Staatsgebiet für den Durchmarsch zu nutzen. Schweden nahm während der Kriege auch über 70.000 finnischer „Kriegskinder“ auf und versorgte sie. Nach dem Krieg hatte Schweden einen klaren Vorsprung in der wirtschaftlichen Entwicklung, was vor allem auf seine Neutralität zurückzuführen war. Nach den zwei Kriegen mit der Sowjetunion erhielt auch Finnland einen dauerhaft neutralen Status nach dem Vorbild Schwedens („Finnlandisierung“).
Im Kalten Krieg blieben beide Länder militärisch blockfrei, lehnten sich allerdings an die westlichen Demokratien an und pflegten enge Kontakte, insbesondere in Wirtschafts-, Bildungs- und Kulturfragen, zueinander. So trat Finnland 1955 – nach Zustimmung der Sowjetunion – dem Nordischen Rat bei, wodurch es offiziell in die nordische Kooperation eingebunden wurde. Durch die Nordische Passunion fielen ab 1958 alle Grenzkontrollen zwischen beiden Ländern endgültig weg, womit sie zu den Vorreitern der europäischen Einigung gehörten, obwohl sie beide erst nach dem Ende des Kalten Krieges im Jahre 1995 der Europäischen Union beitraten. Einen historischen Wandel erlebten die finnisch-schwedischen Beziehungen infolge des russischen Überfalls auf die Ukraine 2022. Angesichts der veränderten Sicherheitslage beschlossen beide Länder, ihre bündnispolitische Neutralität aufzugeben und beantragen 2022 einen gemeinsamen NATO-Beitritt (Finnland wurde 2023 und Schweden 2024 aufgenommen). Beide Länder haben zudem ihre militärische Kooperation verstärkt, wobei Schweden den Aufbau der NATO-Präsenz in Finnland anführte.

## Wirtschaftsbeziehungen
Finnland und Schweden sind wirtschaftlich eng verflochten. Schweden zählt zu Finnlands wichtigsten Handelspartnern: Im Jahr 2022 gingen rund 11 % der finnischen Exporte nach Schweden, während umgekehrt sogar knapp 17 % der finnischen Importe aus Schweden stammten. Schweden ist damit Finnlands größter Lieferant und nach Deutschland der zweitwichtigste Exportmarkt. Beide Staaten sind hochentwickelte Industrienationen mit innovationsgetriebenen Volkswirtschaften; wichtige Sektoren sind u. a. die Automobil- und Maschinenbauindustrie, Informations- und Kommunikationstechnologie, Forstwirtschaft und der Energiesektor. Große Unternehmen investieren wechselseitig in beiden Ländern. So entstand etwa 2002 mit TeliaSonera (heute Telia Company) ein führender skandinavischer Telekommunikationskonzern durch die Fusion der schwedischen Telia AB mit der finnischen Sonera Oy. Auch in der Finanzbranche und im Handel bestehen enge Verflechtungen. Beide Länder profitieren zudem vom gemeinsamen EU-Binnenmarkt und gehören seit 1995 dem Europäischen Wirtschaftsraum an.

## Kulturbeziehungen
Die kulturellen Verbindungen zwischen Finnland und Schweden sind insbesondere durch die gemeinsame Sprache und Geschichte geprägt. Schwedisch spielt in Finnland eine besondere Rolle, da es neben Finnisch den Status einer Nationalsprache genießt und gesetzlich dem Finnischen gleichgestellt ist. Obwohl heute nur rund fünf Prozent der finnischen Bevölkerung Schwedisch als Muttersprache sprechen – vor allem in den Küstenregionen West- und Südfinnlands sowie auf den Åland-Inseln – ist die Sprache der ehemals herrschenden Minderheit weiterhin fester Bestandteil der finnischen Gesellschaft. Dies geht auf die Zeit der schwedischen Herrschaft zurück, in der Schwedisch Verwaltungs- und Bildungssprache sowie Idiom der Oberschicht in Finnland war. Auch nach der finnischen Unabhängigkeit 1917 blieb Schwedisch zunächst Amtssprache; die republikanische Verfassung von 1919 legte beide Sprachen als gleichberechtigte Nationalsprachen fest. Heute gilt Finnland als Modell für funktionierende Zweisprachigkeit, da die Rechte der finnlandschwedischen Minderheit umfassend geschützt sind. So gibt es in Finnland ein vollständiges Bildungswesen, Medienangebot und kulturelle Institutionen in schwedischer Sprache, und die schwedischsprachigen Finninnen und Finnen (Finnlandschweden) werden politisch durch die Schwedische Volkspartei vertreten.
Kulturell arbeiten Finnland und Schweden eng zusammen, etwa im Rahmen des Nordischen Rats, der gemeinsame Kulturprojekte fördert und u. a. den Nordischen Literatur- und Musikpreis vergibt. Es bestehen zahlreiche Städtepartnerschaften und Austauschprogramme, und schwedische Kultur, von Literatur über Musik bis zu Filmen und Fernsehsendungen, ist in Finnland sehr präsent, was in begrenzterem Ausmaß auch umgekehrt gilt.

## Diplomatische Standorte
- Finnland hat eine Botschaft in Stockholm.
- Schweden hat eine Botschaft in Helsinki und ein Generalkonsulat in Mariehamn.

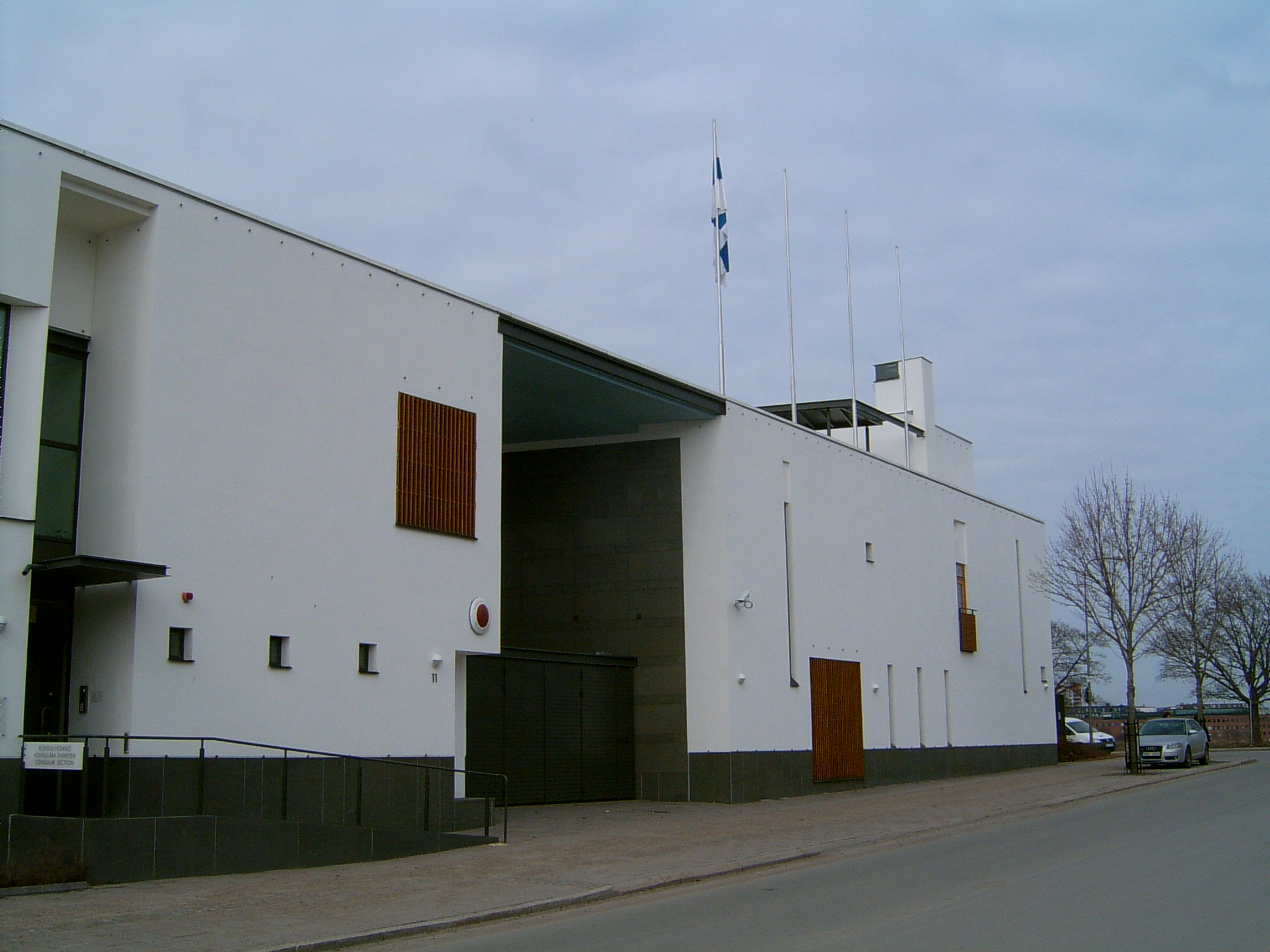
Finnisches Botschaft in Stockholm
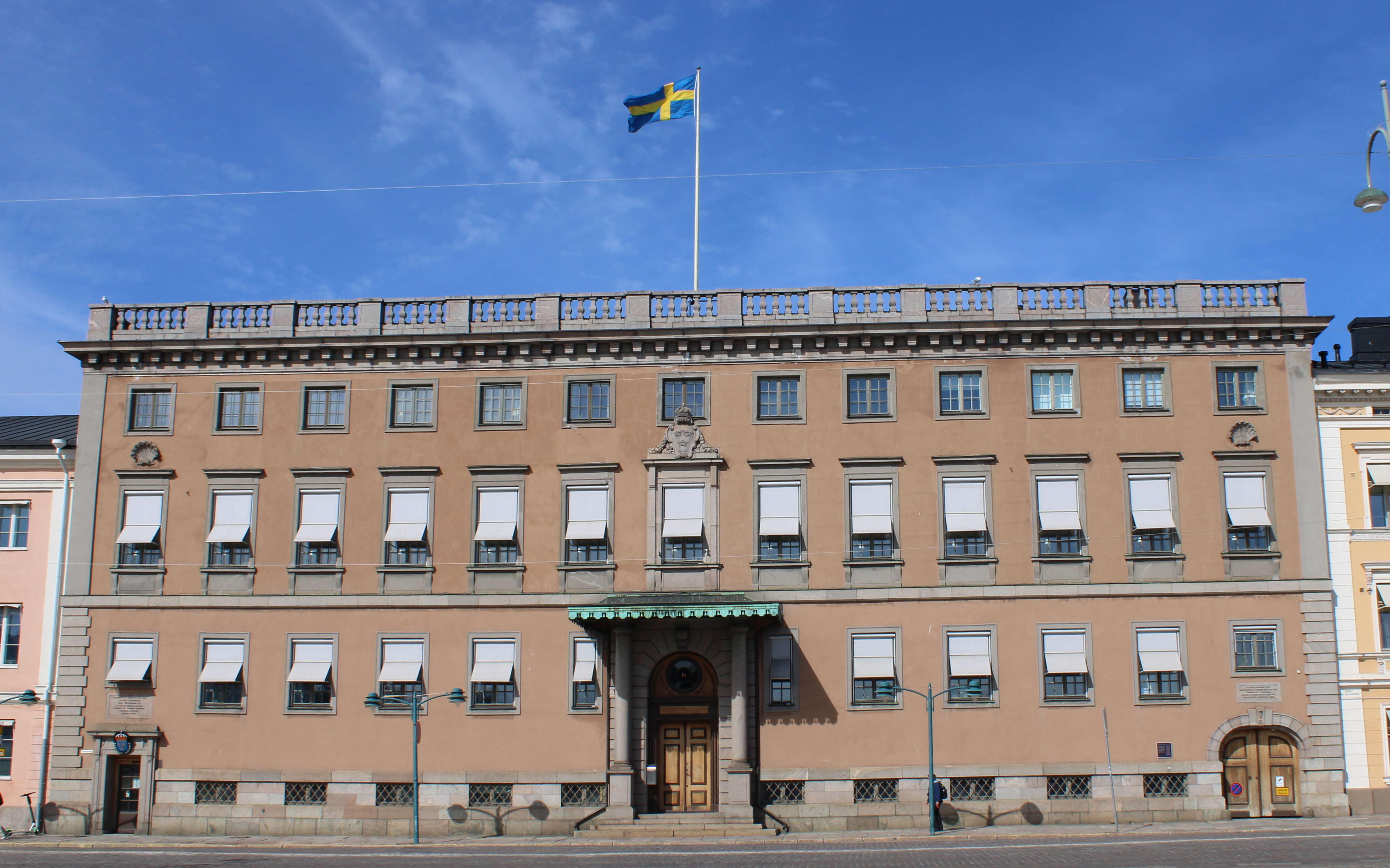
Schwedische Botschaft in Helsinki
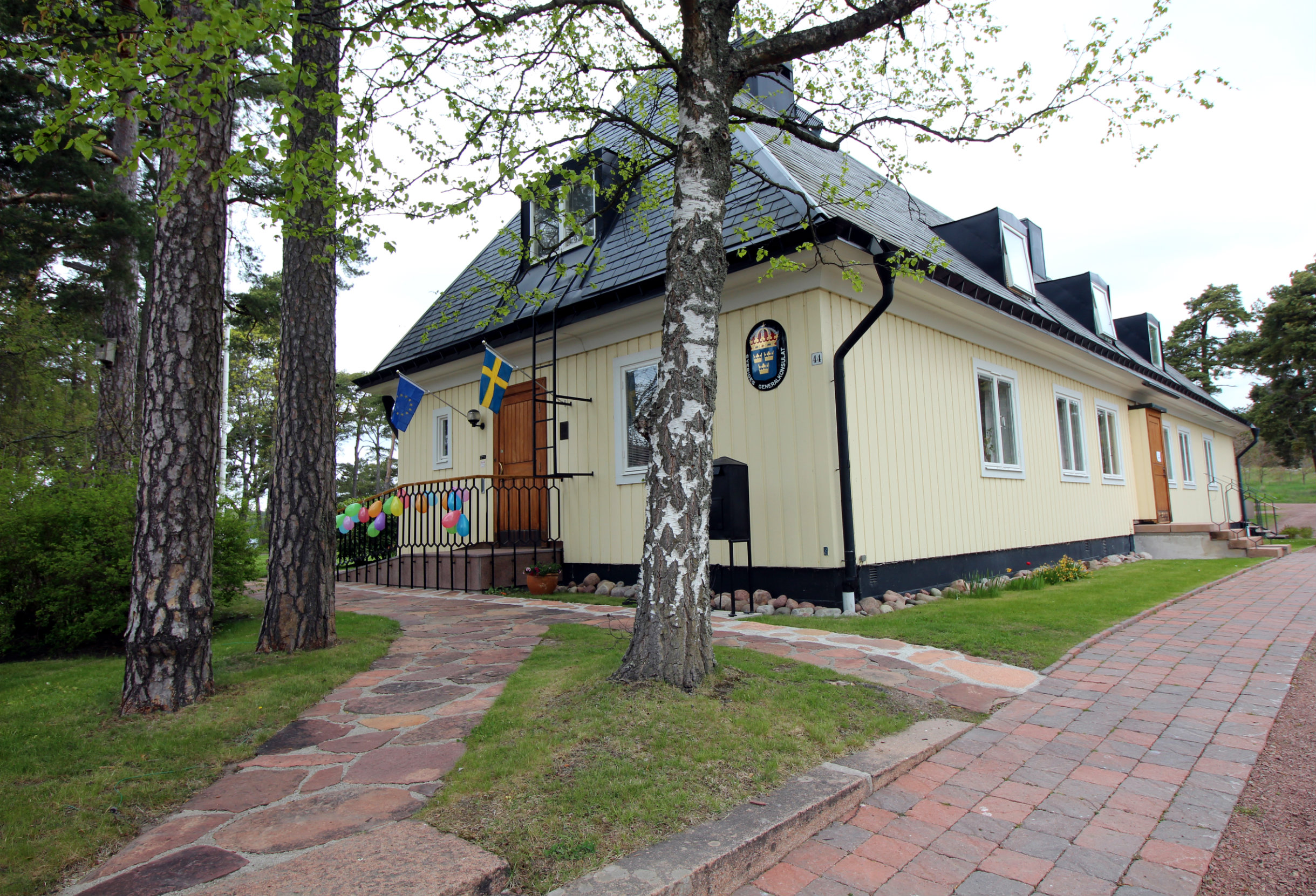
Schwedisches Generalkonsulat in Mariehamn